# Альбов, Михаил Николаевич
Михаи́л Никола́евич А́льбов (27 октября (8 ноября) 1899, Никольск Вологодская губерния — 3 апреля 1984, Свердловск) — советский горный инженер-геолог, доктор геолого-минералогических наук (1954), профессор (1951).

## Биография
Родился в семье учителя 27 октября 1899 года в г. Никольск. Окончил Никольское реальное училище (1917 год).
До апреля 1918 года учился в Екатеринославском горном институте, затем завершил образование в Ленинградском горном институте (1925), защитив диплом горного инженера-геолога.
В 1925—1932 годы работал в трестах «Уралзолото» и «Уралплатина».
В 1932—1950 и 1958—1984 годах — в Свердловском горном институте: заведующий кафедрой поисков и разведки месторождений полезных ископаемых, с 1978 года на должности профессора.
В 1950—1958 годах — в Уральском государственном университете: 1950—1951 годы — декан геологического факультета, 1952—1957 годы — проректор по научной работе, 1955—1958 годы — заведующий кафедрой поисков и разведки месторождений полезных ископаемых.
Доктор геолого-минералогических наук (1954), профессор (1951).
Скончался 3 апреля 1984 года. Похоронен на Лесном кладбище Екатеринбурга.

## Научная деятельность
Специалист в области геологии и методики поисков и разведки рудных месторождений. Основные работы посвящены изучению геологии месторождений золота и разработке методов опробования рудных месторождений. Внес существенный вклад во внедрение математических методов результатов опробования.
Подготовил 20 кандидатов и одного доктора наук. Автор более 100 печатных работ, в том числе 15 монографий, две из которых переведены на польский, болгарский, румынский и китайский языки.

## Организационная деятельность
Эксперт Государственной комиссии по запасам полезных ископаемых при оценке месторождений благородных, редких и цветных металлов Урала, Казахстана и Сибири; член комиссии Совета экономической взаимопомощи по цветной металлургии (Румыния, 1961); участник XVII сессии Международного геологического конгресса (1937); член секции Научно-технического совета Министерства высшего образования СССР, Головного совета по геологии и разведке Министерства высшего образования РСФСР.

## Педагогическая деятельность
Автор ряда учебников и учебных пособий, выдержавших многократное переиздание.

## Награды
- Орден «Знак Почета», медали.

## Память
Минерал Альбовит Ca 2[SiO4]? CaCl2 найден в 1993 году и назван в честь профессора М. Н. Альбова. Это не только новый минерал, но и необычный тип химических соединений — высокохлористый хлорид-миликат.